# Encarnació
L'encarnació és un concepte religiós segons el qual un ser heterogeni pren possessió d'un cos físic, ja sigui humà o animal.
Per tant, els encarnats serien tots els éssers que per un temps determinant, en possessió d'aquest cos físic es mostren a la dimensió en què són els éssers humans.
Les religions tenen diverses creencies respecte a l'encarnació.

## Budisme
La religió budista creu que una persona s'encarna en una altra que ha mort, en molts casos un lama o altres mestres i professors importants. Aquest concepte difereix de la reencarnació, els mestres budistes diuen que no hi ha una ànima fixa que es pot moure d'un cos a un altre.

## Cristianisme
L'encarnació de Crist és un fet molt famós de la religió cristina en el qual creu l'església catòlica, església ortodoxa i la majoria de protestants.
Els germans polonesos del segle xvii van interpretar l'encarnació de la paraula com l'encarnació del pla de Déu, en un descendent d'Abraham, i no com l'encarnació d'una persona, que hi havia al cel, abans del seu naixement.

## Hinduisme
Per veure el concepte de l'encarnació a l'Hinduisme, vegeu l'avatar.

## Rastafari
Pel moviment rastafari, Haile Selassie és Déu reencarnat en persona, de la mateixa forma que s'ha vist amb els cristians i Jesús, i debatent el mateix problema de com algú pot ser humà i Déu alhora.